# تاتا دوکومو
تاتا دوکومو (انگلیسی: Tata Docomo) شرکت مخابرات هندی است، که در سال ۲۰۰۸ تأسیس شد.